# Kasztília

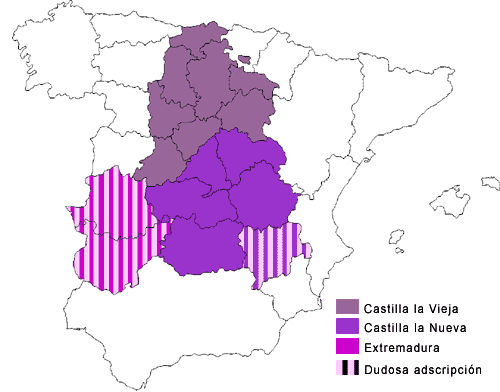
A történelmi Kasztília területe

Kasztília (spanyolul Castilla, óspanyolul Castiella, latinul Castella) történelmi táj az Ibériai-félszigeten, a mai Spanyolország középső és északi részén terül el.

## Nevének eredete
A Kasztília szó a spanyol Castilla kasztilʲa „fonetikusan” leírt változata, a német Kastilien közvetítésével. A spanyol szó az óspanyol Castiella alakból származik, végső forrása pedig a latin CASTĔLLA, „erődítmények [földje]”, a CASTĔLLVM, ’erőd, vár’ szóból. A terület a reconquista idején a keresztény királyságoknak az arab megszállók elleni védelmére emelt számos erődítményéről kapta ezt a nevet, amely már a 8. századtól dokumentált. A sík vidéken magasodó romos vagy felújított várak nagyon hatásos látványt nyújtanak; az egyik leghíresebb Ávila középkori városfala.

## Földrajzi helyzete
A tágas, viszonylag ritkán lakott kasztíliai fennsík, a meseta Spanyolország központi területe. Átlagosan 600 méterrel a tenger színe felett fekszik. Egy helyi közmondás szerint „Ancha es Castilla”, azaz „Kasztília oly tágas”. A sík területet a várkastélyokon kívül a Cervantes Don Quijote című regénye révén is híres szélmalmok élénkítik.
Határait nehéz pontosan megállapítani, mivel a történelem során a különböző spanyol királyságok létrejöttével és egyesülésével más és más értelmezése volt. Két tájegységre osztható: Ó-Kasztília (Castilla la Vieja) és Új-Kasztília (Castilla la Nueva). Előbbin a Madridtól nyugati–északi, utóbbin a Madridtól keleti–déli irányban elhelyezkedő tájegységeket értjük. Hozzávetőlegesen, a mai spanyol közigazgatási felosztás szerint, Kantábria, Kasztília és León, La Rioja, Navarra, Aragónia déli része, illetve Kasztília-La Mancha és Valencia tartomány keleti része fedné le a történelmi Kasztília területét. Kasztília és León, valamint a Kasztília-La Mancha régióját egy sor hegyvonulat választja el egymástól.
A földrajzi körülmények határozták meg lakóinak hagyományos gazdálkodását. A fő gazdasági ágazat történelmileg a transzhumáló pásztorkodás volt: a szikár fennsíkon legeltetett juhnyájakat nyárra a hegyek legelőire hajtották.
Létezik egy politikai törekvés, amely egy egységes autonóm Kasztíliát akar létrehozni: egyrészt támogatja León és Kasztília különválását, mely ezt követően reményeik szerint lehetővé tenné Kasztília-La Mancha és Észak-Kasztília egyesítését egy új közösség formájában. 2021-ben már benyújtásra került, számos, különféle párt által támogatott javaslat León autonóm közösséggé történő átszervezésére.

## A spanyol nyelv szülőföldje
Ó-Kasztília a spanyol nyelv bölcsőjeként is híres. A középkorban az ezen a területen beszélt – valószínűleg a mai Burgos tartomány északi részén kialakult – latin dialektusokból fejlődött ki a kasztíliai nyelvváltozat, amelyet később a nemzeti nyelv alapjául választottak, olyan vetélytársak mellett, mint az asztúriai–leóni vagy az aragóniai nyelvjárások. A spanyolok ezért nyelvüket úgy is nevezik, hogy castellano, azaz „kasztíliai” – főként az országban beszélt egyéb újlatin nyelvektől (katalán, galiciai), illetve nyelvváltozatoktól (aragóniai, asztúriai, leóni stb.) való megkülönböztetés hangsúlyozása céljából.